# Tennistoernooi van Nottingham 2018
Het tennistoernooi van Nottingham van 2018 werd van maandag 11 tot en met zondag 17 juni 2018 gespeeld op de grasbanen van het Nottingham Tennis Centre in de Engelse stad Nottingham. De officiële naam van het toernooi was Nature Valley Open.
Het toernooi bestond uit twee delen:
- WTA-toernooi van Nottingham 2018, het toernooi voor de vrouwen
- een challenger-toernooi voor de mannen

## Toernooikalender
| Nottingham        | juni 2018 | juni 2018 | juni 2018 | juni 2018 | juni 2018   | juni 2018    | juni 2018 |
| Nottingham        | maa 11    | din 12    | woe 13    | don 14    | vrĳ 15      | zat 16       | zon 17    |
| ----------------- | --------- | --------- | --------- | --------- | ----------- | ------------ | --------- |
| vrouwenenkelspel  | 1e ronde  | 1e ronde  | 2e ronde  | 2e ronde  | kwartfinale | halve finale | finale    |
| vrouwendubbelspel | 1e ronde  | 1e ronde  | 1e ronde  | 2e ronde  | 2e ronde    | halve finale | finale    |

ATP-toernooi van Nottingham – WTA-toernooi van Nottingham

2015 · 2016 · 2017 · 2018 · 2019 · 2020 · 2021 · 2022 · 2023 · 2024